# Hasubanan
Hasubanan är en alkaloid som är kärnan i en klass av alkaloider som kallas hasubananer.  Strukturmässigt är den lik morfinan, kärnan i opiumalkaloiderna.